# Ватутино (Сахалинская область)
Вату́тино — село в Невельском городском округе Сахалинской области России.

## География
Село находится на берегу реки Лопатинка, на расстоянии 16 км к югу от города Невельск, административного центра округа.

## История
До 1945 года принадлежало японскому губернаторству Карафуто и называлось Накасигай (яп. 中市街). В 1947 году получило статус села и было переименовано в честь генерала Н. Ф. Ватутина. 11 января 1961 года Ватутино было преобразовано в посёлок и передано в подчинение Горнозаводского городского Совета. 26 апреля 2004 года вновь преобразовано в село. В селе действовала коровья ферма.

## Население
| 2002 | 2010 | 2013 | 2021 |
| ---- | ---- | ---- | ---- |
| 126  | ↘70  | ↘55  | ↘17  |

### Половой состав
Согласно результатам переписи 2002 года, в селе проживало 126 человек (62 мужчины и 64 женщины).

### Национальный состав
Согласно результатам переписи 2002 года, в национальной структуре населения русские составляли 78 % из 126 чел

## Улицы
В селе имеются две улицы: Советская и Центральная.